# Wayne N. Aspinall

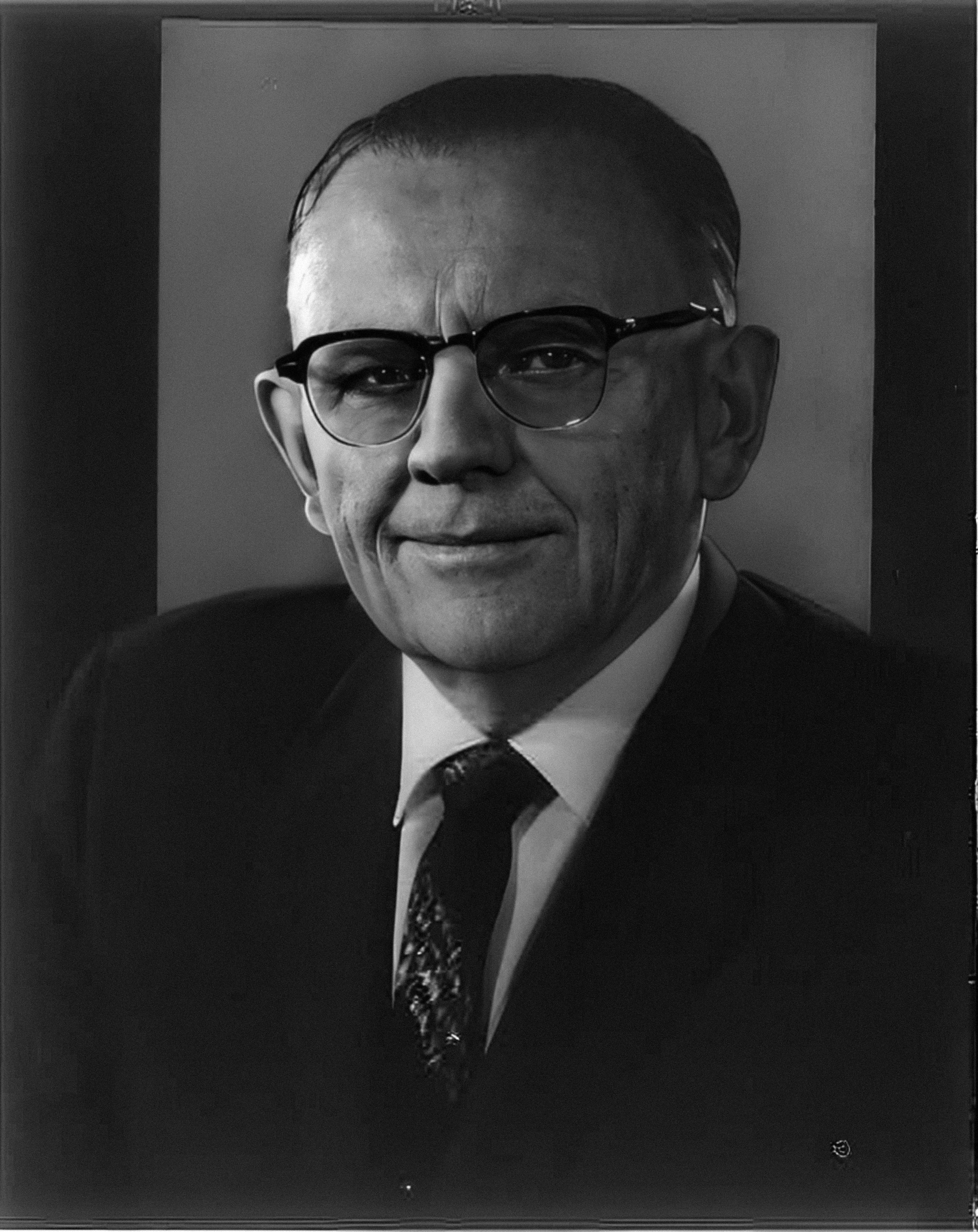
Wayne N. Aspinall, 1965

Wayne Norviel Aspinall (* 3. April 1896 in Middleburg, Logan County, Ohio; † 9. Oktober 1983 in Palisade, Colorado) war ein US-amerikanischer Politiker. Zwischen 1949 und 1973 vertrat er den vierten Wahlbezirk des Bundesstaates Colorado im US-Repräsentantenhaus.

## Werdegang
Wayne Aspinall war der Vater von Owen Aspinall (1927–1997), der Gouverneur von Amerikanisch-Samoa werden sollte. Im Jahr 1904 zog er mit seinen Eltern nach Palisade im Mesa County in Colorado, wo er die öffentlichen Schulen besuchte. Danach studierte er an der University of Denver, bis er während des Ersten Weltkrieges im Fliegerkorps der US-Armee Dienst tat. Nach dem Krieg setzte er bis 1919 sein Studium in Denver fort. Von 1919 bis 1921 unterrichtete Aspinall als Lehrer in Palisade. Gleichzeitig leitete er zwischen 1920 und 1922 den Schulbezirk von Mount Lincoln.
Nach einem Jurastudium an der Denver Law School und seiner im Jahr 1925 erfolgten Zulassung als Rechtsanwalt begann er in Palisade als Anwalt zu praktizieren. Gleichzeitig war er auch im Obstanbau tätig. Zwischen 1925 und 1933 arbeitete er auch wieder als Lehrer. Politisch schloss er sich der Demokratischen Partei an. Zwischen 1931 und 1934 sowie nochmals von 1937 bis 1938 war er Abgeordneter im Repräsentantenhaus von Colorado. In den letzten beiden Jahren war er Präsident des Hauses. Von 1939 bis 1948 gehörte er dem Staatssenat an; dabei war er zeitweise Fraktionsleiter der demokratischen Senatoren. Während des Zweiten Weltkrieges war Aspinall Hauptmann der US-Armee. Dabei war er an der Landung der Alliierten in der Normandie im Juni 1944 und am folgenden Vormarsch beteiligt. Er blieb bis zum 14. Dezember 1944 in der Armee.
Bei den Kongresswahlen des Jahres 1948 wurde Wayne Aspinall im vierten Distrikt von Colorado in das US-Repräsentantenhaus gewählt, wo er am 3. Januar 1949 den Republikaner Robert F. Rockwell ablöste. Nach elf Wiederwahlen konnte er bis zum 3. Januar 1973 im Kongress verbleiben. Zwischen 1959 und 1973 leitete er das Committee on Interior and Insular Affairs. Aspinall trat für die Erschließung neuer Energiequellen ein. In diesem Bestreben gab es oft Konflikte mit der Umweltbewegung, weil er dabei wenig auf den Naturschutz oder die Umwelt Rücksicht nahm. Für die Wahlen des Jahres 1979 wurde Aspinall von seiner Partei nicht mehr nominiert. Nach dem Ende seiner Zeit im Kongress arbeitete er wieder als Anwalt. Im Jahr 1976 unterstützte der bisherige Demokrat den erfolglosen Wahlkampf des republikanischen US-Präsidenten Gerald Ford. Außerdem war er in der Ölindustrie tätig.